# Filip Ospalý
Filip Ospalý (Ústí nad Labem (cidade), 15 de maio de 1976) é um triatleta profissional checo. 

## Carreira

### Olimpíadas
Filip Ospalý disputou os Jogos de Sydney 2000, não terminando o percurso.  Em Atenas 2004, completando em 29º com o tempo 1:57:17.58. E em Pequim 2008 completou em 20º.